# Pseudognaphalium sandwicensium
Pseudognaphalium sandwicensium là một loài thực vật có hoa trong họ Cúc. Loài này được (Gaudich.) Anderb. miêu tả khoa học đầu tiên năm 1991.